# Женщины-раввины и учёные Торы
Женщины-раввины — это еврейские женщины, изучившие еврейский закон и получившие раввинское посвящение. Женщины-раввины занимают видное место в прогрессивных еврейских деноминациях, однако тема женщин-раввинов в ортодоксальном иудаизме более сложна. Хотя ортодоксальные женщины были рукоположены в раввины, многие крупные ортодоксальные еврейские общины и институты не принимают это изменение. В качестве альтернативного подхода другие ортодоксальные еврейские институты готовят женщин как знатоков Торы для различных ролей еврейского религиозного руководства. Эти роли обычно предполагают подготовку женщин как религиозных авторитетов в области еврейского права, но без формального раввинского посвящения, вместо этого используются альтернативные титулы. Однако, несмотря на такое изменение титула, эти женщины часто воспринимаются как эквивалент рукоположенных раввинов.

## История

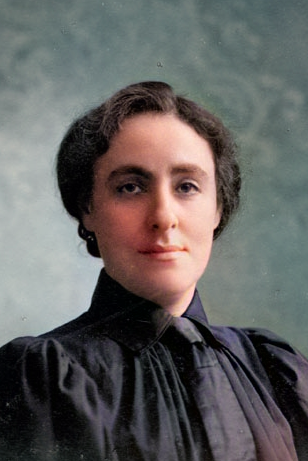
Рэй Фрэнк

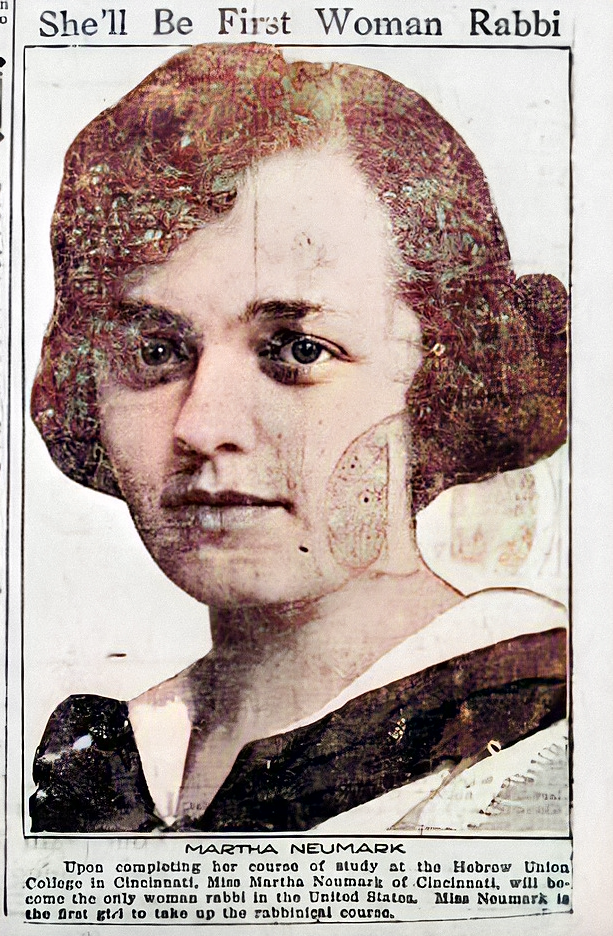
Марта Ноймарк

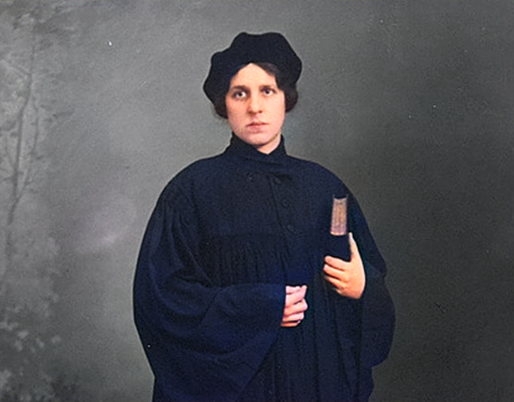
Регина Йонас

### Конец XIX века
В конце 1800-х годов возможность того, что женщины станут раввинами, стала привлекать внимание общественности. В газетном отчёте 1871 года о начале карьеры Сусанны Рубинштейн указывалось на её эрудицию как на свидетельство возможности появления женщин-раввинов. В статье 1875 года, описывающей инаугурационный класс в колледже Еврейского союза, подчеркивалось, что четырнадцатой из студентов, принятых на курс, была мисс Джулия Эттлингер (1863—1890), первая студентка колледжа. В отчёте предполагалось, что Эттлингер может стать раввином после окончания колледжа. Одним из первых сторонников этого дела была журналистка Мэри Коэн. Аналогичным образом, на съезде еврейских женщин в 1893 году прозвучали призывы к посвящению женщин в раввины. В 1893 году молодая еврейская женщина по имени Рей Франк, жившая на американском Западе, взяла на себя некоторые функции, обычно ассоциирующиеся с конгрегационными раввинами. Рэй Франк читала проповеди, публичные лекции и Священное Писание в синагогах. В прессе её называли женщиной-раввином. Однако она избегала претендовать на этот титул и перестала проповедовать после своего замужества в 1899 году. Ещё одним ранним сообщением о еврейской женщине, которая, казалось, была готова стать раввином, была Лена Аронсон из Хот-Спрингса, Арканзас. В 1892 и 1893 годах Аронсон, по сообщениям, собиралась стать раввином. Согласно одному из рассказов, Аронсон начала читать публичные лекции для еврейской общины в Шривпорте, Луизиана, чтобы заработать достаточно денег для продолжения обучения на раввина. В 1897 году Ханну Соломон из Чикаго провозгласили первой женщиной-раввином в Америке после её проповеди в чикагской реформистской синагоге «Синайский храм». Позже Соломон сообщила, что приглашение выступить было предложено раввином Эмилем Хиршем, и что практика Хирша разрешать еврейским женщинам выступать с кафедры была позже принята другими конгрегациями.

### XX век
В начале 1900-х годов многие молодые еврейские женщины смогли поступить в раввинскую школу, но большинство из них не были допущены к рукоположению. В некоторых случаях женщины служили раввинами в неофициальном качестве. В 1904 году Национальный совет еврейских женщин в Нью-Йорке объявил, что Генриетта Сольд будет учиться на раввина, но не получит диплом об окончании курса В 1908 году миссис Анна Абельсон из Акрона, Огайо, как сообщается, взяла на себя роль раввина в отсутствие мужа. Ее выступление перед пуплитом получило освещение как в еврейской, так и в обычной прессе. В 1920 году широко освещалась новость о том, что «первая» американская еврейка была принята в раввинскую школу. Марта Ноймарк, родившаяся в Берлин в 1904 году, иммигрировавшая в США в 1907 году, была принята в колледж Еврейского союза реформистского иудаизма (HUC). По имеющимся данным, Ноймарк также вела службы в общине в Франкфорте, Мичиган. Её поступление на раввинскую программу HUC привело к принятию в 1922 году резолюции Центральной конференции американских раввинов (CCAR), которая разрешала рукоположение женщин. Однако в 1923 году совет управляющих HUC проголосовал за запрет рукоположения женщин. Ноймарк ушла из раввинской программы после того, как закончила семь из девяти лет, необходимых для завершения программы. Примерно в то же время, когда Ноймарк поступила в раввинскую программу, другие американские еврейские женщины также начали обучение для получения раввинского посвящения, но впоследствии им было отказано в официальном посвящении или они покинули программу. Среди них Хелен Левинталь, Авис Кламиц, Дора Асковит и Ирма Линдхайм. В случае с Хелен Левинталь, в официальном рукоположении ей было отказано даже после завершения обучения в 1935 году, хотя она получила свидетельство от учебного заведения. В случае с Авис Кламиц, она не только поступила на раввинскую программу, но и периодически служила раввином в неофициальном качестве в небольших общинах в Вирджинии.
Наконец, в 1935 году Регина Йонас из Берлина стала первой официально рукоположенной женщиной-раввином в современную эпоху. Однако позже Йонас была убита нацистами во время Холокоста, и в течение десятилетий после Второй мировой войны о её существовании почти ничего не было известно.
В 1960-х годах еврейские женщины продолжили кампанию за то, чтобы женщины становились раввинами. Национальная федерация храмовых сестричеств, возглавляемая Джейн Эванс, публично возглавила эти усилия. В это время колледж имени Лео Бека в Англия начал принимать женщин на свою раввинскую программу. Вскоре женщины, поступившие в раввинские школы, были утверждены для рукоположения в раввины в нескольких еврейских деноминациях. Первая ординация этого времени произошла в 1972 году, когда Салли Присанд стала первой женщиной-раввином в реформистском иудаизме. С тех пор колледж Еврейского союза реформистского иудаизма рукоположил сотни женщин-раввинов. Второй деноминацией, рукоположившей женщину-раввина, был реконструктивистский иудаизм, в котором в 1974 году была рукоположена Сэнди Айзенберг Сассо. С тех пор было рукоположено более 100 женщин-раввинов-реконструкционистов. Эта тенденция продолжилась, когда в 1981 году Линн Готлиб стала первой женщиной-раввином в Еврейском обновлении. В 1985 году Эми Эйлберг стала первой женщиной-раввином в консервативном иудаизме. В 1999 году Тамара Колтон стала первым раввином любого пола в рамках гуманистического иудаизма.

## В XXI веке
В 2009 году Сара Гурвиц стала первой ортодоксальной женщиной-раввином, однако ситуация в среде ортодоксов до сих пор остается дискуссионной.